# Psí poslání
Psí poslání (v anglickém originále A Dog's Purpose) je americký dramatický komediální film z roku 2017. Režie se ujal Lasse Hallstöm a scénáře W. Bruce Cameron, Cathryn Michon, Audrey Wells, Maya Forbes a Wally Wolodarsky. Snímek byl inspirován stejnojmennou novelou od W. Bruce Camerona, vydanou v roce 2010. Ve snímku hrají hlavní role Britt RobertsonOVÁ, KJ Apa, Juliet Rylance, John Ortiz, Kirby Howell-Baptiste, Peggy Lipton, Dennis Quaid a Josh Gad propůjčil svůj hlas psům Tobymu, Baileymu, Tině a Buddymu.
Do kin byl film oficiálně uveden 27. ledna 2017. V České republice měl premiéru o den dříve. Film získal pozitivní recenze od kritiků a vydělal přes 193 milionů dolarů.

## Obsazení
| Josh Gad              | Toby, Bailey, Ellie, Tino a Buddy (hlas) |
| Dennis Quaid          | Ethan                                    |
| K. J. Apa             | Ethan, teenager                          |
| Bryce Gheisar         | Ethan, 8 let                             |
| Juliet Rylance        | Elizabeth Montgomery, Ethanova matka     |
| Peggy Lipton          | Hannah                                   |
| Britt Robertsonová    | mladá Hannah                             |
| John Ortiz            | Carlos Ruiz                              |
| Kirby Howell-Baptiste | Maya                                     |
| Pooch Hall            | Al                                       |
| Luke Kirby            | Jim Montgomery, Ethanův otec             |
| Michael Bofshever     | Bill, Ethanův dědeček                    |
| Gabrielle Rose        | Fran, Ethanova babička                   |
| Logan Miller          | Todd                                     |

## Produkce
V roce 2015 společnost DreamWorks Pictures odkoupila filmová práva na novelu. 8. května 2015 bylo oznámeno, že Lasse Hallström bude snímek režírovat. V srpnu se k obsazení připojili Britt Robertsonová a Dennis Quaid. V říjnu 2015 se připojil Bradley Cooper, který měl zapůjčit svůj hlas vnitřním hlasům psů, nakonec ho nahradil Josh Gad. Natáčení začalo 17. srpna 2015.

## Přijetí

### Tržby
Film vydělal 64,3 milionů dolarů v Severní Americe a 123,9 milionů dolarů v ostatních oblastech, celkově tak vydělal 192, 3 milionů dolarů po celém světě. Rozpočet filmu činil 22 milionů dolarů. V Severní Americe byl oficiálně uveden 27. ledna 2017, společně s filmy Resident Evil: Poslední kapitola a Zlato. Za první víkend docílil druhé nejvyšší návštěvnosti, kdy vydělal 18,2 milionů dolarů. Na první místě se umístil film Rozpolcený. Druhý víkend vydělal 10,8 milionů dolarů.

### Recenze
Na recenzní stránce Rotten Tomatoes získal z 119 započtených recenzí 29 procent s průměrným ratingem 4,7 bodů z deseti. Na serveru Metacritic snímek získal z 29 recenzí 43 bodů ze sta. Na Česko-Slovenské filmové databázi snímek získal 81%. Na stránce CinemaScore obdržel známku 1 na škále 1+ až 5.